# Colegio San José (Valladolid)
El Colegio San José es un colegio católico dirigido por la Compañía de Jesús, en Valladolid (Castilla y León, España). Imparte enseñanza desde educación infantil hasta bachillerato. El edificio, cuyo autor fue el arquitecto Jerónimo Ortiz de Urbina, está considerado como un gran exponente del eclecticismo de la época.

## Historia

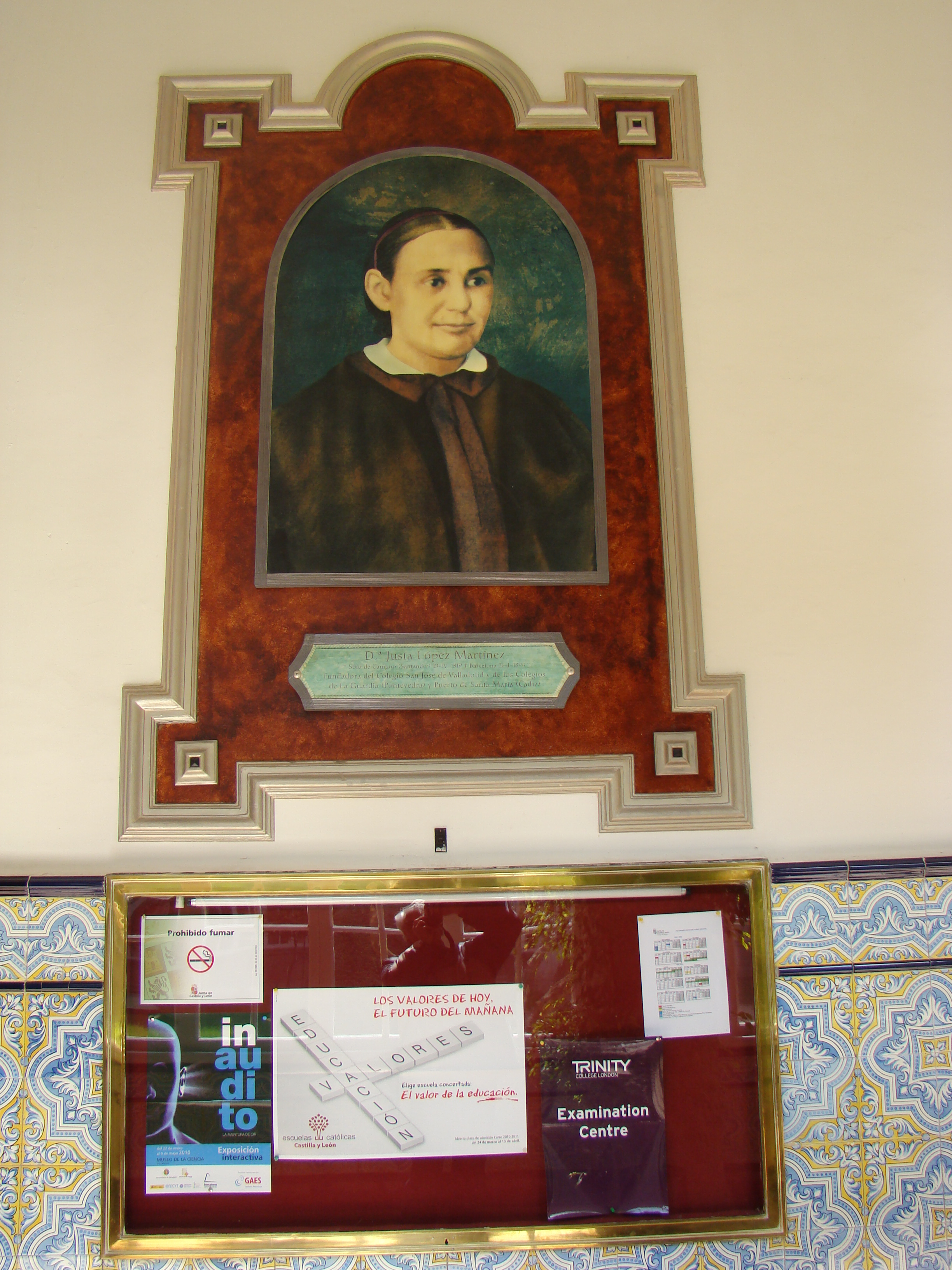
Retrato de Justa López Martínez, mecenas del colegio.

En 1881 la Compañía de Jesús recibió una importante donación de Justa López Martínez, gracias a la cual se pudo fundar de manera provisional el Colegio de San José en la antigua y desaparecida Plazuela del Duque n.º 7, junto a la Iglesia de San Juan. Un año más tarde, en 1882, los jesuitas obtuvieron los terrenos del antiguo convento de Nuestra Señora de Belén regentado por las monjas bernardas que se encontraba frente a la plaza del Colegio de Santa Cruz. El 17 de febrero de ese mismo año el promotor Padre Gregorio Remón pidió una concesión al Ayuntamiento para tomar de la vía pública el espacio conocido como Plazuela de Belén, con el fin de ampliar el recinto del colegio; una vez otorgada la concesión comenzaron las obras, colocando la primera piedra el 8 de junio de 1882, festividad del Corpus Christi; fueron finalizadas en 1884, inaugurándose el edificio el 30 de enero de 1885.
En 1931 el Congreso de los Diputados de España decretó la disolución de la Compañía de Jesús y el 24 de enero de 1932 se incautaron sus bienes. Para no interrumpir la enseñanza se impartieron clases distribuidas por algunos pisos y chalés dentro de Valladolid. En 1936 se abrieron de nuevo las aulas del Colegio, conviviendo con los militares que habían ocupado algunas dependencias. Dos años después fue restablecida la Compañía de Jesús en toda España.
El colegio comenzó su andadura bien amueblado y con aulas (gabinetes, se llamaban en aquella época) especializadas para las asignaturas de Física, Química, Historia Natural; había también sala de dibujo, sala de música con varios pianos y salón de actos. Se construyó además una capilla.

### Premios y celebraciones
En 1956 el Ayuntamiento de Valladolid concedió al Colegio la medalla de oro de la ciudad. 
En el año 2006 se celebró el 125 aniversario del Colegio.
En 2007 el Colegio obtuvo el sello de Excelencia Europea 400+ según el modelo de gestión de calidad EFQM.

## Descripción del edificio

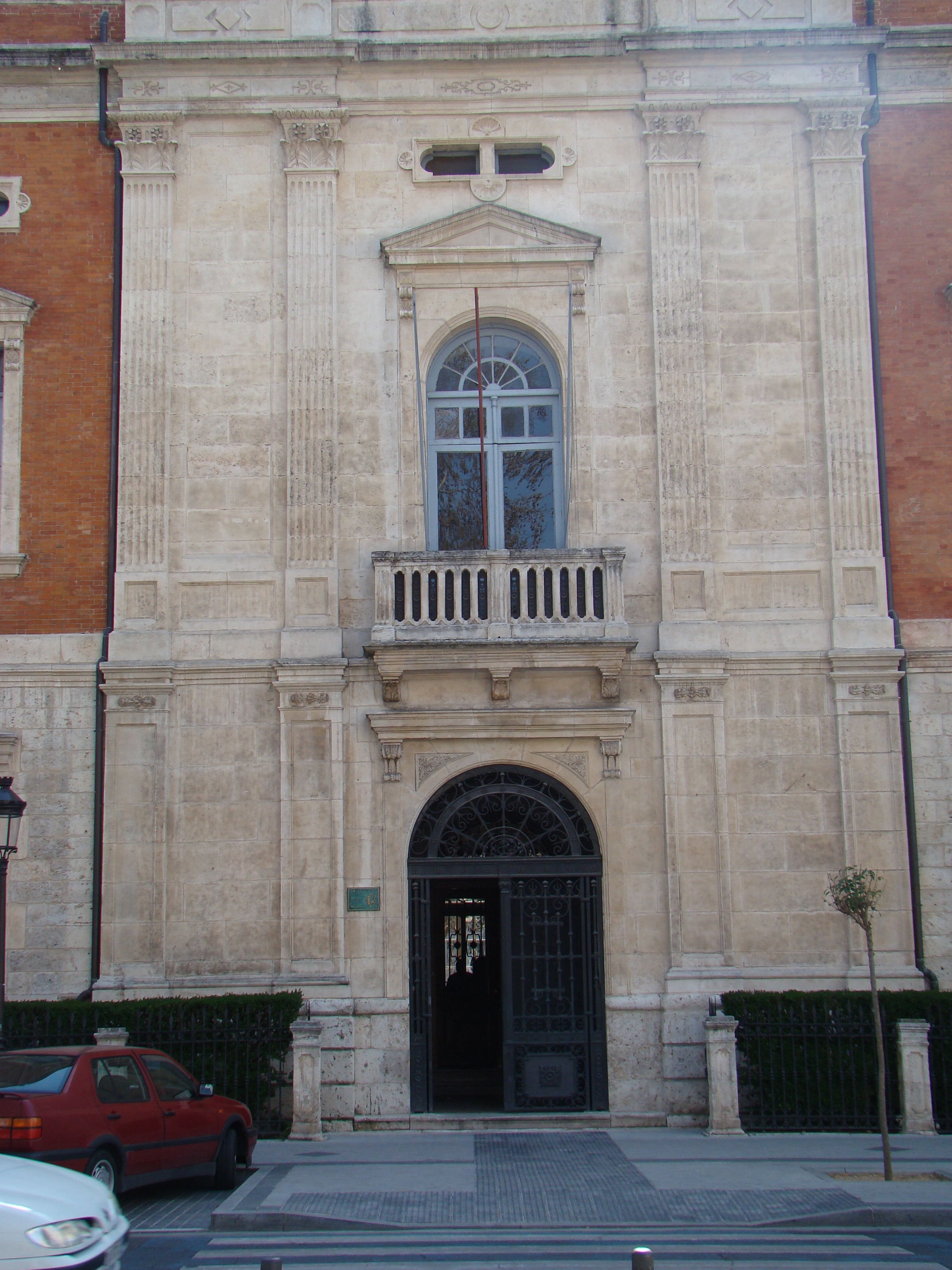
Sobre la puerta principal que se abre en arco de medio punto hay un balcón muy amplio, con frontón y barandilla de piedra que a su vez está flanqueado por pilastras acanaladas.

El autor del edificio fue el arquitecto Jerónimo Ortiz de Urbina, profesor de la Escuela de Bellas Artes y académico de la Purísima Concepción, ayudado por su hijo Antonio Ortiz de Urbina y Olasagasti, maestro de obras. Lo concibió en  estilo ecléctico.
Esta construcción llegó a ocupar dos manzanas una de las cuales fue vendida en el último tercio del siglo XX dando paso a una serie de viviendas. El edificio, inscrito en un rectángulo, se articula alrededor de dos patios. Su fachada principal (la que da a la plaza del Colegio de Santa Cruz) se divide en dos cuerpos y las tres restantes en tres cuerpos, aunque la altura final sea la misma en todo el edificio. Se utilizaron como materiales de construcción el ladrillo y la piedra.
Sobre la puerta principal que se abre en arco de medio punto hay un balcón muy amplio, con frontón y barandilla de piedra que a su vez está flanqueado por pilastras acanaladas. Arriba en el ático puede verse una estatua de tres metros de altura, en piedra, que representa a San José, fabricada en la casa Mayer de Múnich. A ambos lados y en sendas pequeñas peinetas se ven los escudos que simbolizan con sus atributos, las Ciencias y las Artes. Las ventanas están separadas por pilastras. Tienen frontón y sobre él un óculo ovalado enmarcado con piedra.

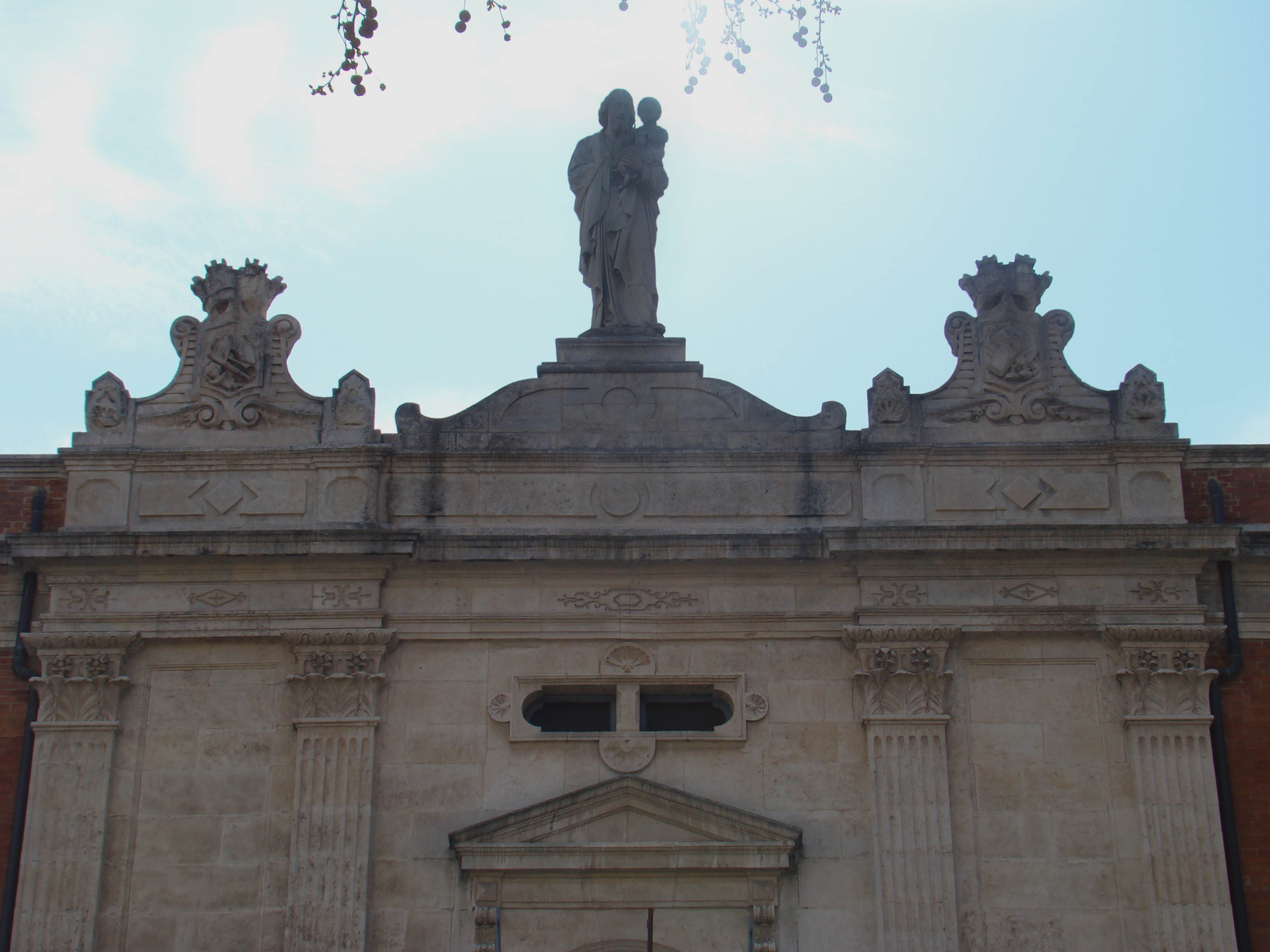
Escudos que simbolizan con sus atributos, las Ciencias y las Artes.
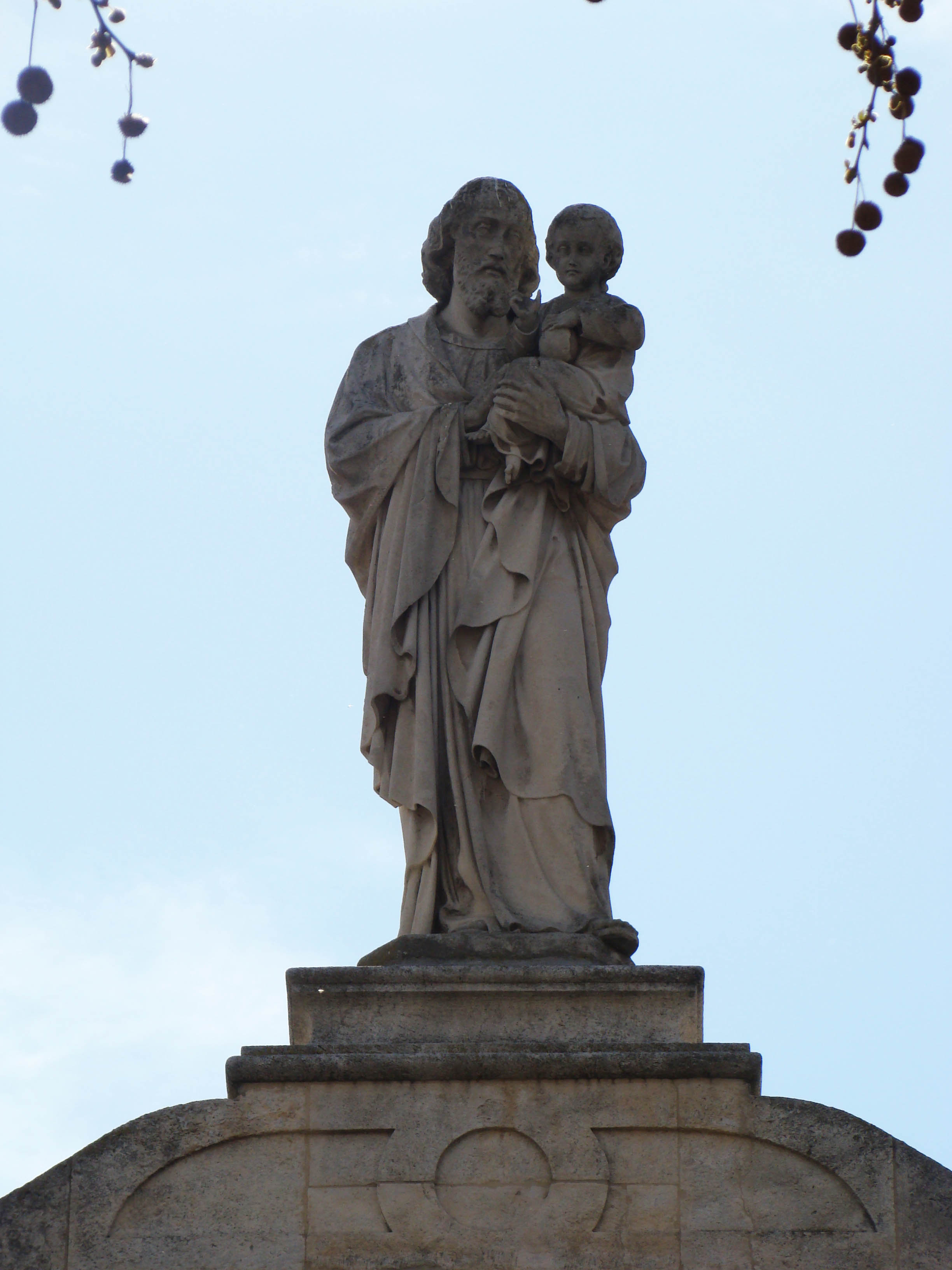
Estatua de tres metros de altura, en piedra, que representa a San José.

La entrada es amplia y conduce a un patio con jardín. El patio está rodeado por cuatro galerías como si fuera un claustro y en sus paredes, además de la ornamentación de cuadros, se han ido colgando año tras año fotografías del alumnado y de distintos eventos.

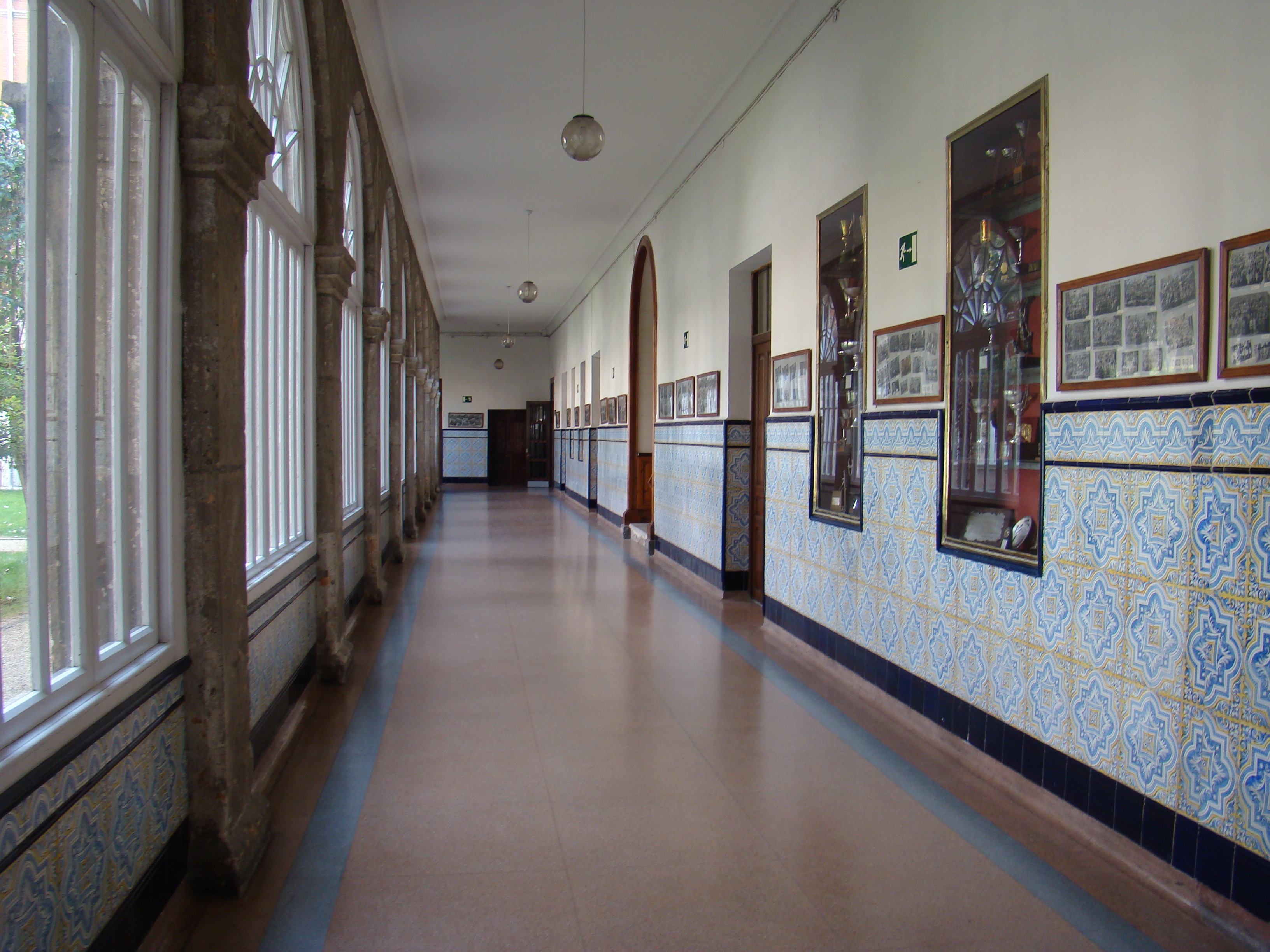
Galería en que puede verse a la derecha las fotografías del alumnado.
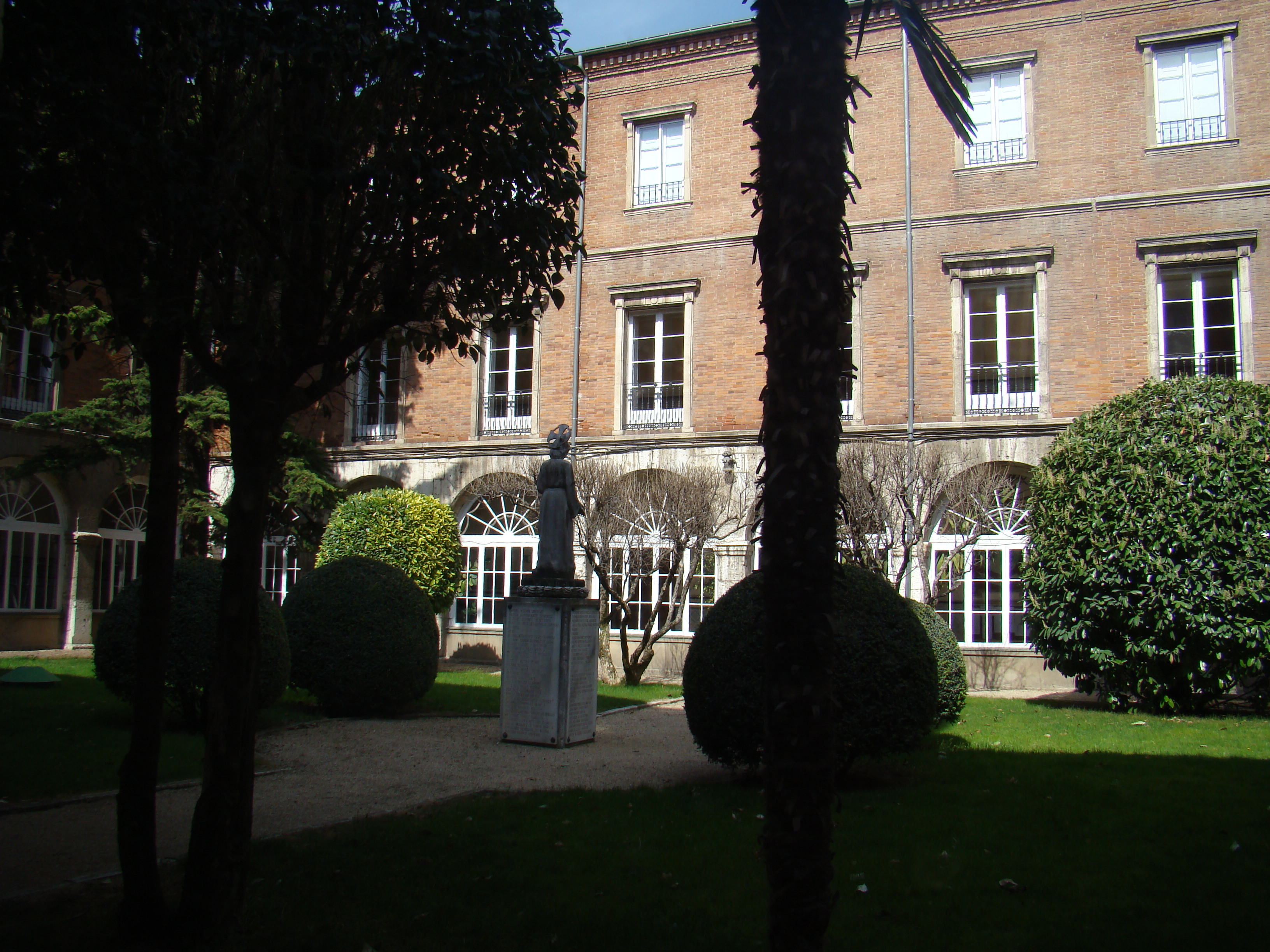
Patio interior ajardinado.
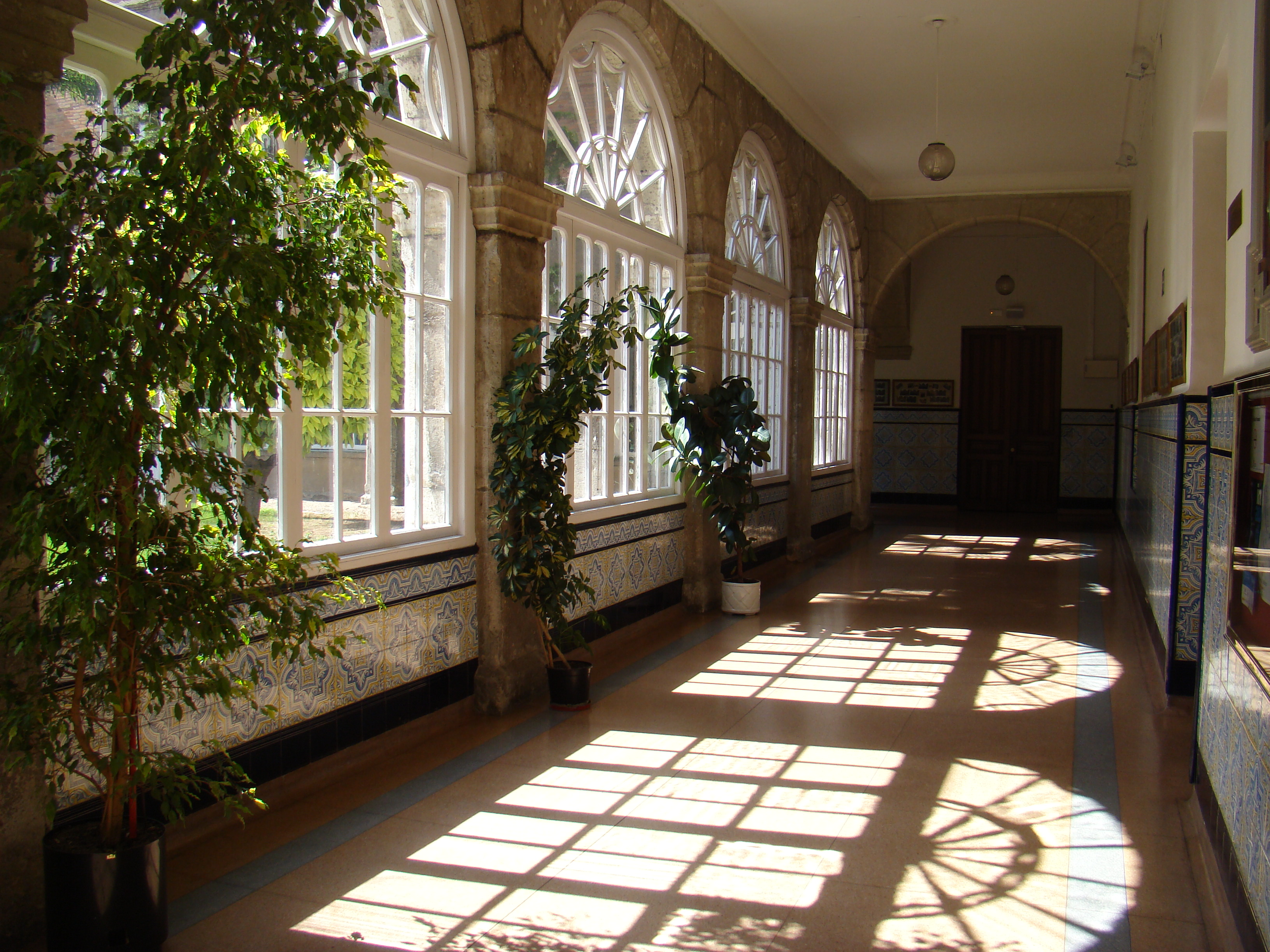
Amplia galería que rodea los cuatro lados del patio.
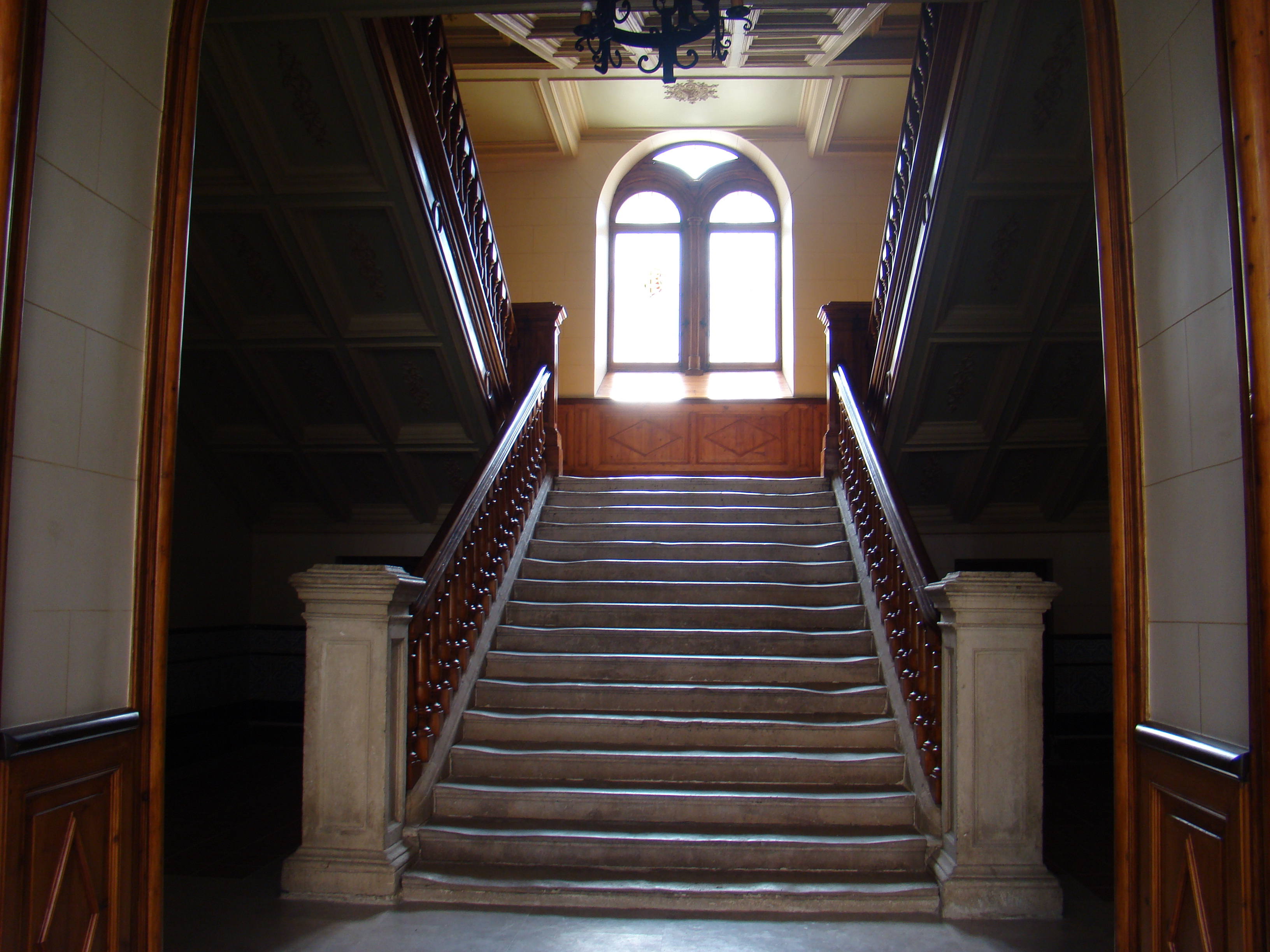
Escalera antigua donde puede verse el desgaste en la piedra de los peldaños en los límites izquierdo y derecho, seguramente debido a la subida y bajada de los alumnos en fila india a lo largo de tantos años.

### La capilla
Fue inaugurada el 8 de diciembre de 1885. Tiene una gran riqueza ornamental. El escenógrafo, pintor y escultor español Luis Muriel y López, pintó el techo con el tema de la apoteosis de San José. Los muros laterales se decoraron con pinturas al óleo, con pasajes de la Sagrada Familia. Las vidrieras policromadas presentan el tema de la vida de San José en estilo japonés.
Preside el altar mayor una talla de madera de la Purísima y un Niño Jesús obra esta última del escultor catalán Francisco Font. Las vidrieras, el retablo y la imagen de la Virgen proceden de la casa Mayer de Múnich.

## Fiestas escolares
El día 19 de marzo, día de San José son las fiestas patronales del colegio.

## Publicaciones
Anualmente el Colegio publica El Catálogo, en el cual aparecen los miembros del consejo escolar la Organización Académica y Claustro de profesores. Así mismo en él se encuentran las fotos de todas las clases del colegio y un listado alfábetico de los alumnos.

## Coro y Orquesta del Colegio
El Colegio está volcado en el apoyo de la música escolar desde hace mucho tiempo. Todos los años se celebran al menos cuatro festivales, representándose cada uno dos días con gran éxito: Santa Cecilia, Festival de Navidad, Fiestas del Colegio y representación de una zarzuela a final de curso, todo ello bajo la inagotable dirección de Luis Cantalapiedra. Quien empezó su labor como director del Coro y Orquesta del Colegio allá por el año 1975, conmemorándose en este año 2015 el 40 aniversario de la creación de este coro y orquesta con un gran Festival Recopilatorio de Primavera.
Junto a las actuaciones propias del colegio, el coro y orquesta también acude a las distintos llamamientos e invitaciones que desde diferentes organismos y organizaciones le solicitan.
La orquesta cuenta con: violines, violas, violonchelos, contrabajos, flautas, clarinetes, saxofones, trompetas, trompas, teclados, bajo, batería, guitarra…
De aquí salieron músicos que luego estuvieron en Celtas Cortos, el actual director de la orquesta de la Universidad de Valladolid, Francisco Lara Tejero, el de la orquesta de Bratislava David Hernando Rico, el barítono Eduardo del Campo, Ignacio Zamora Rodríguez trompista en la Orquesta del Teatro Liceo de Barcelona, el director del Conservatorio Mario Garrote, Eduardo del Campo... y un sinfín de los mejores músicos españoles. En la página web del Coro y Orquesta del Colegio se pueden ver las grabaciones del los festivales y zarzuelas desde el año 1984. 

## Deportes
El Colegio San José tiene numerosos títulos en fútbol, baloncesto y voleibol. Ha participado varias veces en los Campeonatos Nacionales. Los rivales tradicionales locales son los colegios de Nuestra Señora del Lourdes, La Salle y La Inmaculada (maristas).

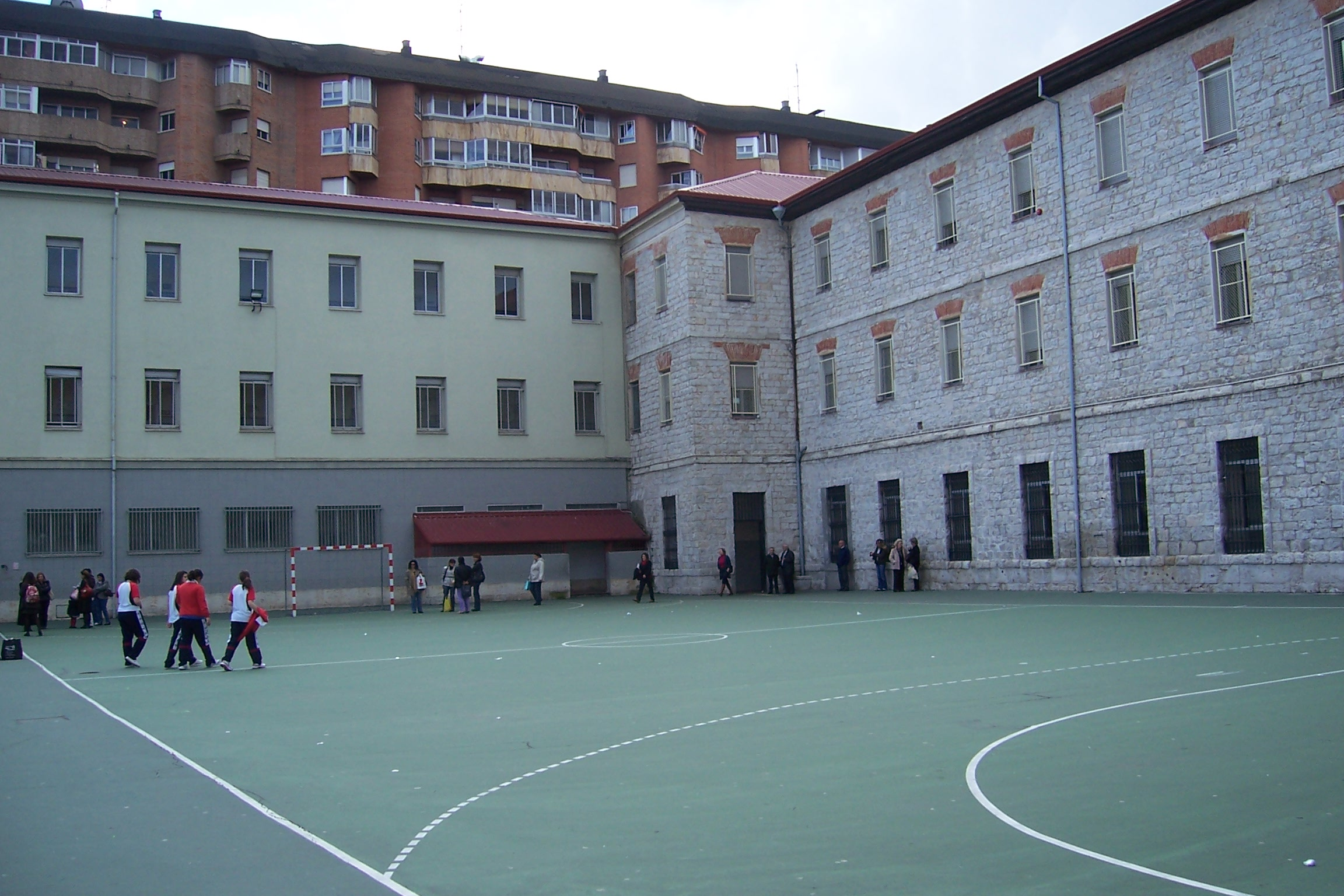
Patio para deporte. Instalaciones deportivas en los patios exteriores, junto al edificio principal.
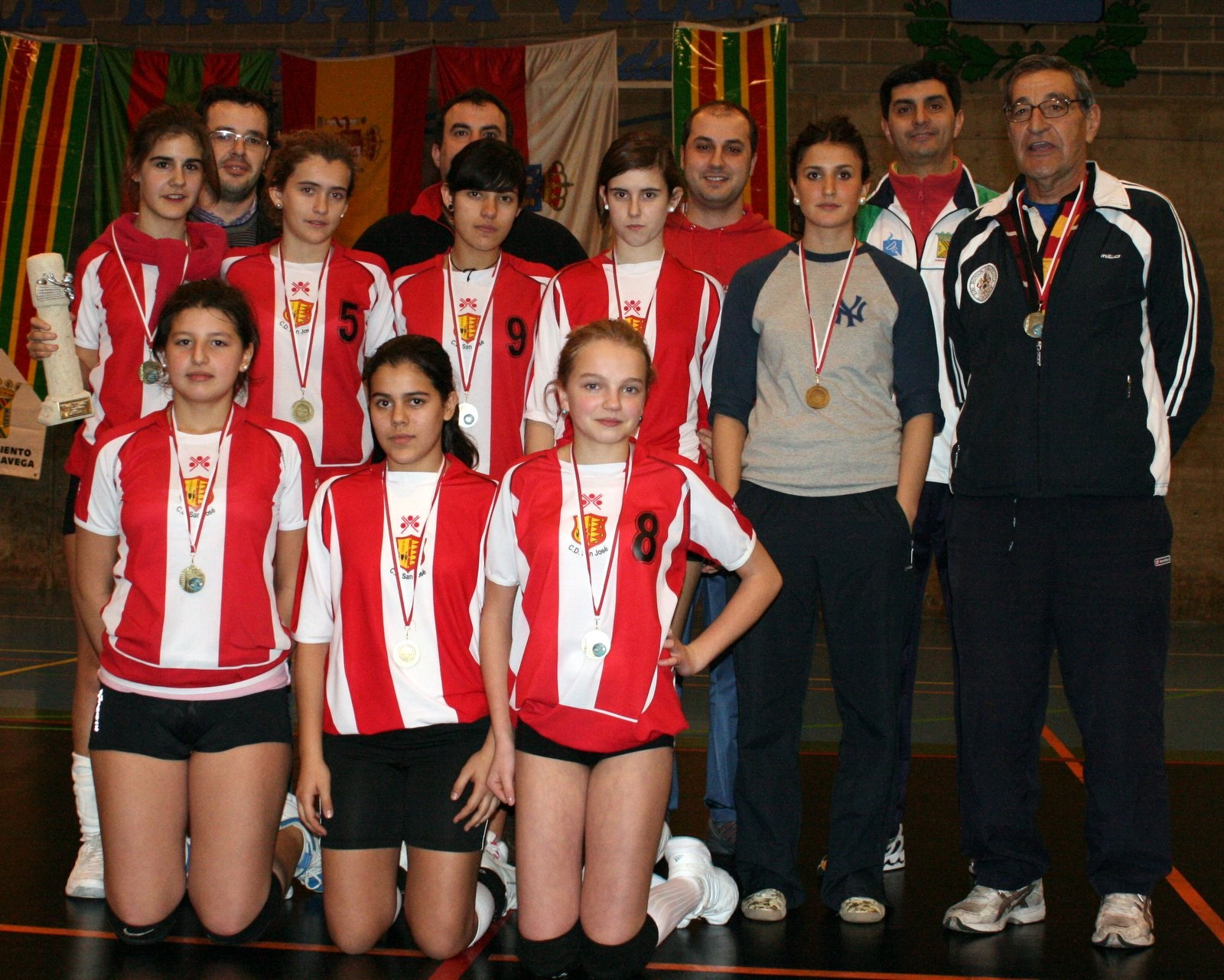
Miembros del equipo de voleibol femenino.
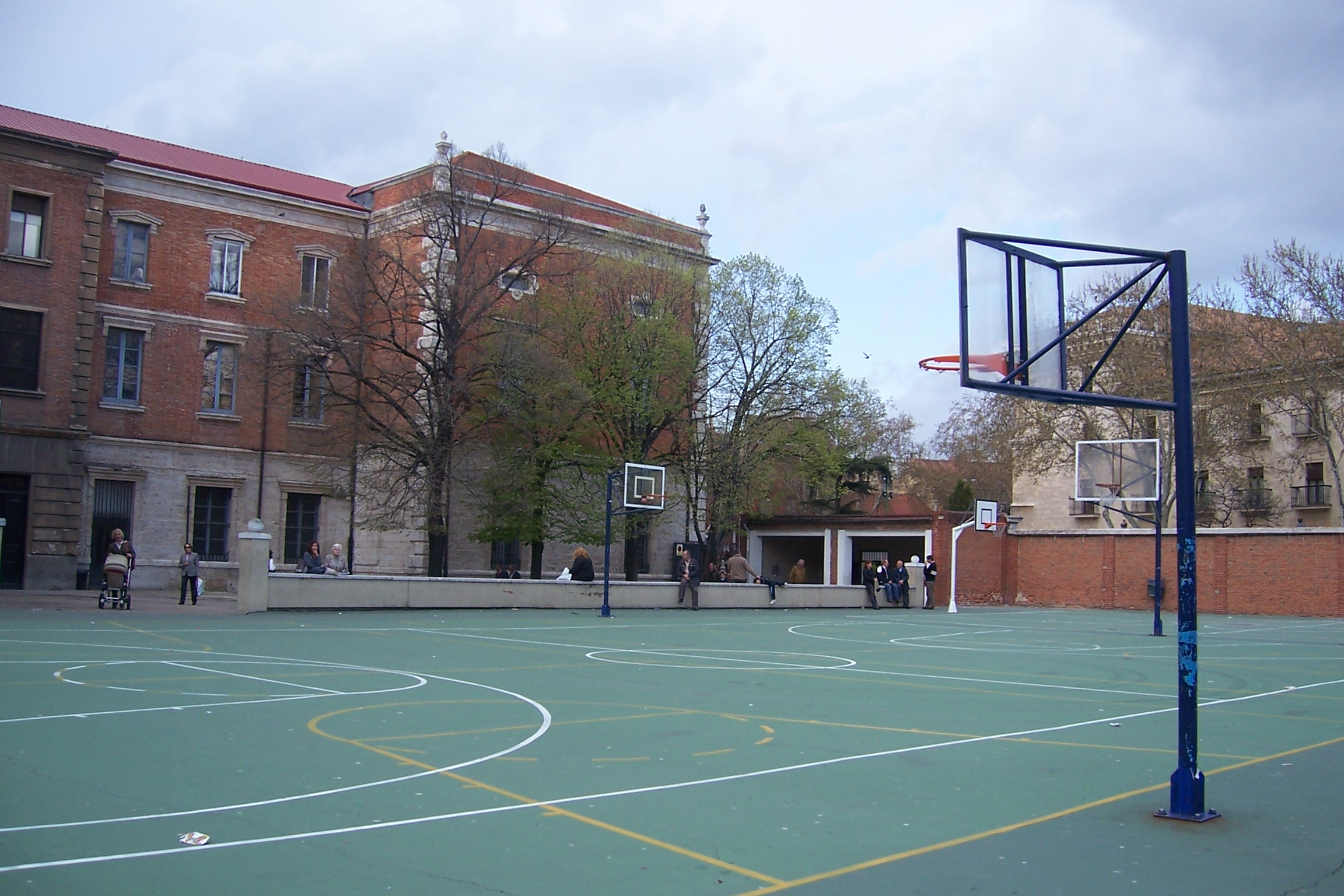
Patio para deporte. Instalaciones deportivas en los patios exteriores, junto al edificio principal.

## Símbolos

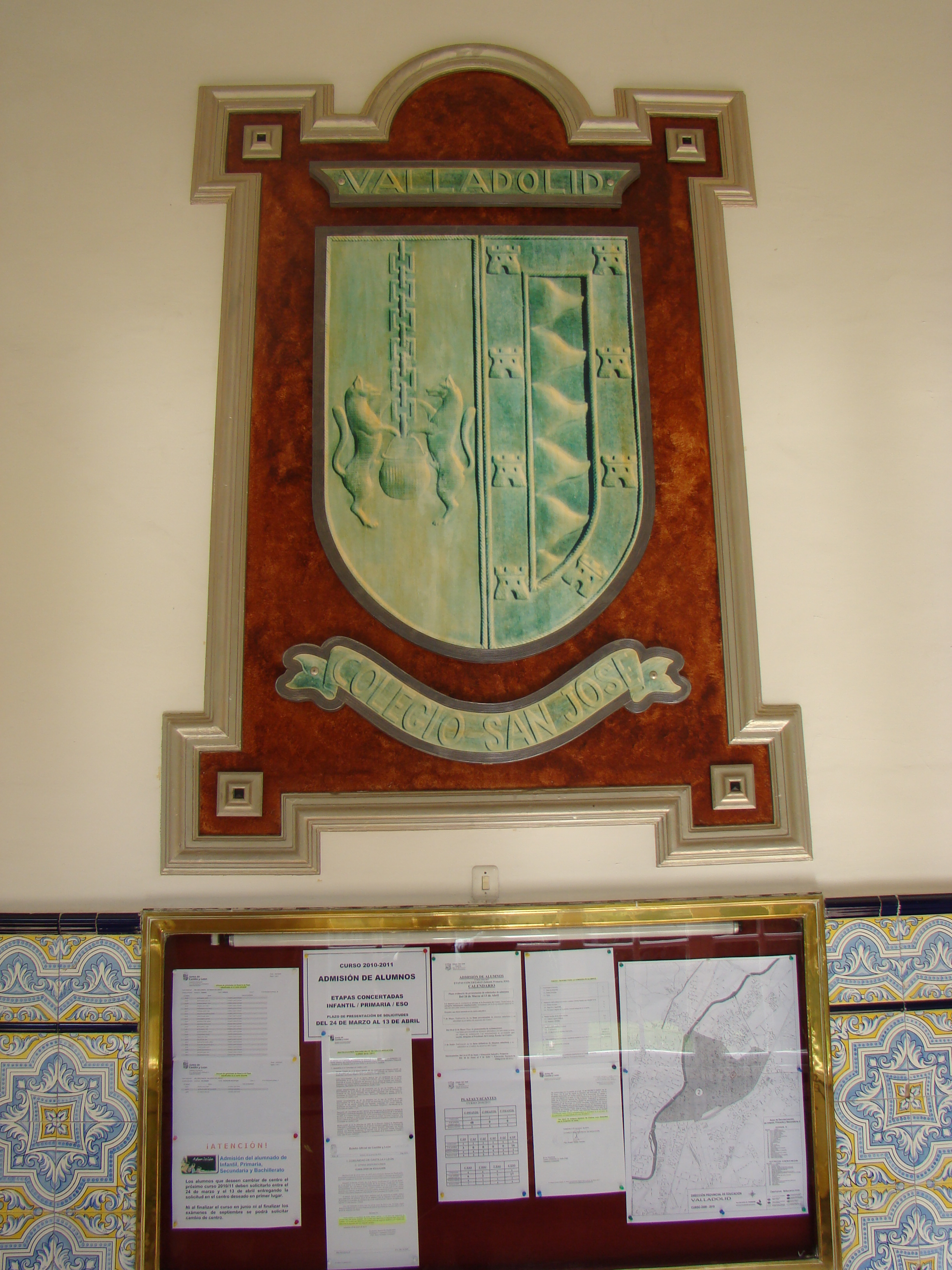
Escudo del colegio.

Su escudo está dividido en dos cuarteles, primer: una caldera colgada de un llar sostenida por dos lobos, y segundo, las llamas representativas del escudo de Valladolid. Su bandera es rectangular, azul claro, con el escudo en el centro. 
Los colores del colegio son el rojo (definido como Pantone 485), y el blanco. 
Los uniformes deportivos con los que el colegio participa en competiciones federadas son de rayas rojiblancas con el escudo del colegio a la derecha o en el centro, mientras que el pantalón así como el dorsal son negros. El uniforme deportivo general es un pantalón azul con una raya roja, un polo de manga larga de color rojo con las letras del colegio en vertical en el lateral izquierdo y el escudo del colegio en el derecho.
El uniforme escolar es obligatorio en todos los cursos salvo en bachillerato. Se compone para los alumnos de un pantalón gris oscuro con un polo blanco con una raya azul y otra roja y con el escudo del Colegio finalizando con un jersey azul marino de pico con el escudo del colegio y 2 rayas rojas en los puños y al final de la cintura. Para las alumnas se usa una falda de cuadros azules y rojos con calcetines de color azul.

## Asociación de Antiguos Alumnos
Fue fundada en 1915 por un grupo de alumnos su finalidad principal es no perder el contacto ni con los antiguos compañeros ni con el Colegio. A lo largo del año la asociación convoca tres reuniones generales: 
- en el día de la Inmaculada;
- en la fiesta de san José;
- en la Asamblea General Anual.

En la Asamblea General Anual se nombra un "Antiguo Alumno Distinguido", aquel cuyos méritos y cuya trayectoria personal y humana le haga merecedor de esta designación. 
La asociación fomenta las reuniones y los encuentros de los Antiguos Alumnos por promociones. En especial al cumplir las llamadas Bodas de Plata y Bodas de Oro, a los 25 y 50 años de la salida del Colegio, respectivamente. 
Últimamente la Asociación ha puesto en marcha una Liga de Futbito entre equipos de Antiguos Alumnos. Se ha creado el "Premio Especial de Antiguos Alumnos" en el Concurso de Felicitaciones de Navidad y en el Concurso de Villancicos que se realiza entre Alumnos que se encuentran en el Colegio. Actualmente el presidente de la Asociación es Marceliano Serrano Chamorro.

## Antiguos alumnos destacados
- Onesimo Redondo Ortega. Político español y confundador de las JONS
- Luis Arroyo Zapatero. Rector Universidad de Castilla-La Mancha 1988-2003 y director del Instituto de Derecho Penal Europeo e Internacional.
- Luis Garicano Gabilondo. Profesor de la London School of Economics.
- José Luis de los Mozos. Catedrático de Derecho, jurista y senador por Valladolid.
- Alonso Puerta. Exvicepresidente del parlamento europeo.
- Jesús María Sanz Serna. Rector Universidad de Valladolid 1998-2006, matemático.
- Tomás Villanueva. Vicepresidente Junta de Castilla y León.
- Federico Wattenberg. Historiador, arqueólogo y conservador de museos cuyo trabajo científico se centró fundamentalmente en la cultura vaccea, que concretó y definió, y la romanización de la cuenca del Duero.
- Juan Hernández Saravia. Militar. General y Ministro de Defensa durante la II República Española.
- Jesús Landáburu. Futbolista del Barcelona y Atlético de Madrid, entre otros clubes.